# Route (scout)
Per route, nello scautismo, si intende una particolare tipologia di campeggio estivo, tipico della branca del roverismo (rover e scolte) e caratterizzata da un cammino che perdura per tutto il periodo del campo. In questo caso, il percorso compiuto si trova a rivestire un'importanza maggiore rispetto alla meta geografica prefissata.

## Origine del termine
Il termine route, traducibile dal francese come “strada”, ha le sue origini alla base del roverismo francese, ed il termine è stato accettato nella sua forma originale anche dai gruppi italiani. Il termine viene adottato prima dall'AGI, e viene ripreso dall'AGESCI; nell'Associazione Italiana Guide e Scouts d'Europa Cattolici (FSE) viene usato solo per le Scolte, i Rover FSE usano l'espressione Campo Mobile.

### Modalità della route

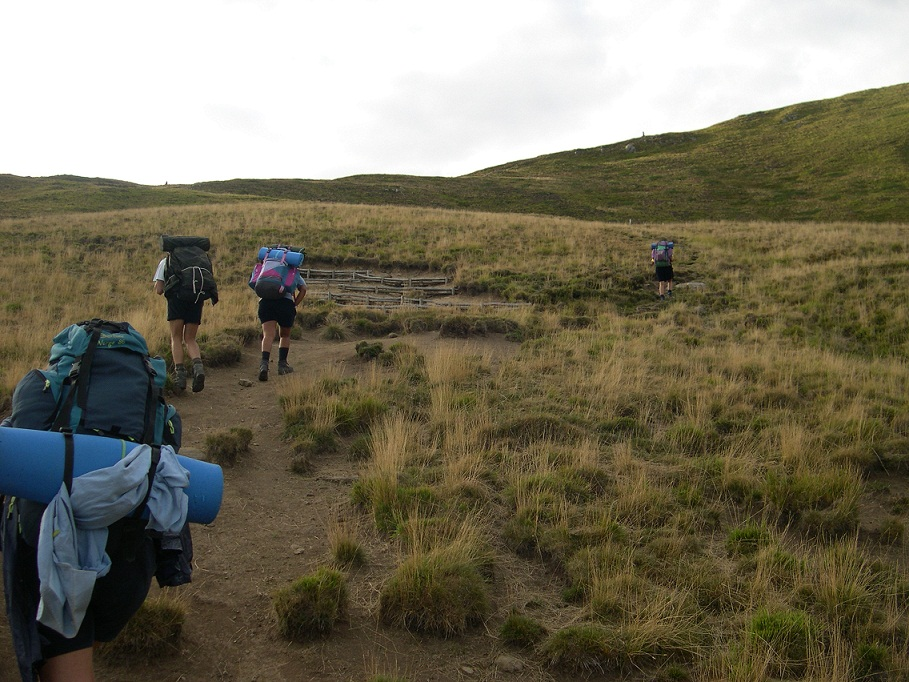
Un Clan nel corso di una Route di cammino

In accordo con il roverismo, la route è l’attività che più specificatamente caratterizza la vita all’aperto del Clan. La route presuppone più giorni di cammino, il pernottamento in posti diversi e lontani fra loro, un’alimentazione sana e uno zaino essenziale e leggero, un percorso interessante, un tema di fondo che leghi con un filo logico le giornate tra loro ed un significativo itinerario di fede che accompagni l’esperienza. È un campo mobile, della durata di 4-8 giorni, che si effettua almeno due volte l’anno. Periodi tipici sono Natale, Pasqua, vacanze estive.
Rispettando perfettamente l'originaria accezione di Campo Mobile, l'itinerario viene affrontato in più giorni consecutivi; accompagnati da un tema o da una finalità educativa da raggiungere, il campeggio non ha una locazione fissa per dormire, mangiare o lavarsi, al contrario di quanto avviene nei campi estivi delle branche Lupetti/Coccinelle o Esploratori/Guide. In una Route il Clan parte da un paese e, cartina alla mano, affronta le difficoltà e le fatiche di un cammino che si interrompe solo in determinati momenti della giornata: alla sera e per i pasti. Dopo circa una settimana il gruppo fa ritorno alla città o al paese di partenza, dal quale ritornerà nella propria città di origine; talvolta, se la zona scelta lo permette, la pattuglia organizzatrice (pattuglia logistica) può decidere di far terminare la route in un luogo diverso da quello dal quale erano partiti, creando così un cammino che non si chiude. Il percorso da compiere non deve essere necessariamente affrontato a piedi; vi sono gruppi che scelgono di farlo in bicicletta, in barca, in canoa: a ciascuno secondo la propria necessità.
Quello che veramente caratterizza questo genere di campeggio è la consapevolezza del fatto che la riflessione proposta, la preghiera lungo la strada, l'attenzione alla natura circostante, sono tutti elementi che racchiudono un'importanza molto maggiore rispetto alla semplice meta geografica prevista per la fine della settimana.
Altro elemento tipico della Route sono le tappe intermedie, o “punti di pernotto”, che sono previsti solitamente ogni due/tre giorni di strada. Dette tappe sono generalmente piccoli paesi, ma possono essere anche bivacchi, rifugi, basi Scout, o comunque un qualsiasi luogo chiuso e con la possibilità di accogliere gruppi scout impegnati in una Route. La funzione di questi punti di pernotto è, oltre all'intuitivo compito di fornire un tetto sotto il quale sia possibile passare la notte senza che sia necessario montare la tenda, anche quello di dare modo ai ragazzi del Clan di rinnovare le provviste di cibo, consentire un'igiene personale più accurata del consueto e, se necessario, favorirne il riparo da pioggia o grandine, fino a consentire di poter riprogrammare il percorso del campeggio. Una Route deve infatti prevedere una grande possibilità di modifiche di percorso; non è infatti raro che il gruppo sia costretto a farlo, in seguito ad eventi atmosferici eccessivamente ostili, ostacoli lungo il cammino (ad esempio un sentiero franato), ragazzi incapacitati al proseguire a causa di incidenti.

## Altre tipologie di route
Il termine Route, per la sua vastità di significati, è di norma associato anche ad esperienze di tipo diverso rispetto alle due principali.

### Route invernale o di Natale
Una Route invernale o di Natale (i due termini sono equivalenti) si svolge in periodo natalizio, al più nei giorni subito successivi al primo gennaio. Si tratta generalmente di un campeggio di due/tre giorni nei quali il Clan ha una base fissa ed il cammino fisico è ridotto al minimo. Route di questo tipo hanno pressoché esclusivamente scopo di crescita personale e di gruppo a livello spirituale, infatti non è raro che simili eventi siano proposti da monasteri, comunità francescane e associazioni cattoliche.

### Route di Pasqua
Con il nome di Route di Pasqua si intende un'esperienza molto simile a quella delle Route invernali con la differenza che si collocano temporalmente nei giorni conclusivi della settimana santa. Inoltre, più spesso rispetto alle Route invernali prevedono un campo mobile o comunque una analoga parte di cammino.

### Il campo di servizio
(Gruppo Genova 7, Carta di Clan)
Nonostante il regolamento ed il manuale di branca rover/scolte dell'AGESCI siano molto chiari nel definire la route come un campo mobile, alcuni usano impropriamente il termine route anche per campi statici. Al contrario di ciò che avviene in una Route di cammino, in un campo di servizio il cammino compiuto è quasi esclusivamente spirituale e di formazione personale.
Rispettando l'ideologia della branca rover/scolte, questo tipo di campeggio si propone di far compiere al Clan che la intraprende un cammino di crescita individuale e comunitario. Questo scopo viene raggiunto mediante un'esperienza di servizio attivo; in questo caso quindi vi è una base fissa, dove il gruppo ha la possibilità di dormire e mangiare, che offre l'opportunità di vivere realtà nuove ed importanti. Un campo di servizio può svolgersi in un paese estero, ad animare i pomeriggi di bambini rimasti orfani a causa di una guerra, oppure più semplicemente in un paese italiano dove i locali gruppi scout hanno difficoltà a crescere a causa di realtà cittadine ostili.
Molte associazioni, monasteri o paesi offrono spontaneamente la possibilità di un Campo di questo genere, quindi l'organizzazione della stessa è solitamente più semplice rispetto ad un campeggio mobile; non è necessario studiare il percorso né le tappe intermedie. Ciò che invece diventa importante è l'attenzione al tema, alle attività spirituali e alla riflessione, che in una Route di cammino sono generalmente meno caratterizzate.

## Preparazione di una route
Una Route, per rispettare il suo significato di strada, deve essere organizzata in modo preciso, lasciando il giusto spazio agli imprevisti ma senza lasciarsi distogliere dalla natura formativa del campeggio: ogni Route dovrà avere il proprio tema, ben studiato e ben preparato.
È necessario avere una buona conoscenza del luogo dove si svolgerà il cammino, mediante cartina ben studiata, esperienze passate o anche testimonianze di persone che hanno già vissuto la medesima esperienza. Particolare importanza, tuttavia, è ricoperta dalla preparazione personale in vista della Route: ogni membro del Clan dovrà avere conoscenza del superfluo, del cammino, della sua individuale spiritualità, in modo da poterne trarre il massimo insegnamento e la massima crescita possibile.
Generalmente, i compiti sono divisi tra ogni singola pattuglia:
- Pattuglia logistica
- Pattuglia animazione
- Pattuglia liturgia

### Pattuglia logistica
Si occupa dell'organizzazione di tutto ciò che riguarda la parte di cammino della Route. Suo è quindi il compito di scegliere il luogo dove si svolgerà il campeggio, procurarsi una cartina della zona e programmare correttamente l'itinerario, comprensivo delle indicazioni del percorso di ogni giorno e delle eventuali tappe intermedie. Oltre a questo, la pattuglia logistica deve informarsi riguardo ai mezzi di trasporto per andata e ritorno, ed eventualmente agli orari dei mezzi pubblici che saranno scelti per il viaggio. Infine, si premurerà di fornire a tutti i partecipanti al campeggio informazioni su ogni genere di equipaggiamento non standard che dovesse essere richiesto.

### Pattuglia animazione
Si occupa dell'organizzazione di tutta la parte relativa ai momenti liberi da cammino e attività. In particolare, il suo compito è quello di provvedere ai libretti con i canti per il campeggio, alla preparazione delle attività di gioco o serali.

### Pattuglia liturgia
Si occupa della scelta del tema e della finalità educativa che si vuole raggiungere con la Route e della sua organizzazione. Si premurerà di preparare i libretti con letture,di programmare le attività e di guidare i momenti di riflessione;nei gruppi ad orientamento cattolico, questa pattuglia ha il compito di tener conto della messa domenicale.

## Attrezzature per una Route di cammino
(Robert Baden-Powell)
Data la sua natura particolare, per questo genere di campeggio è necessario un equipaggiamento accurato e preciso, che spesso determina la buona riuscita della Route.
- Tenda
- Cartina
- Abbigliamento
- Zaino
- Provviste

### Tenda

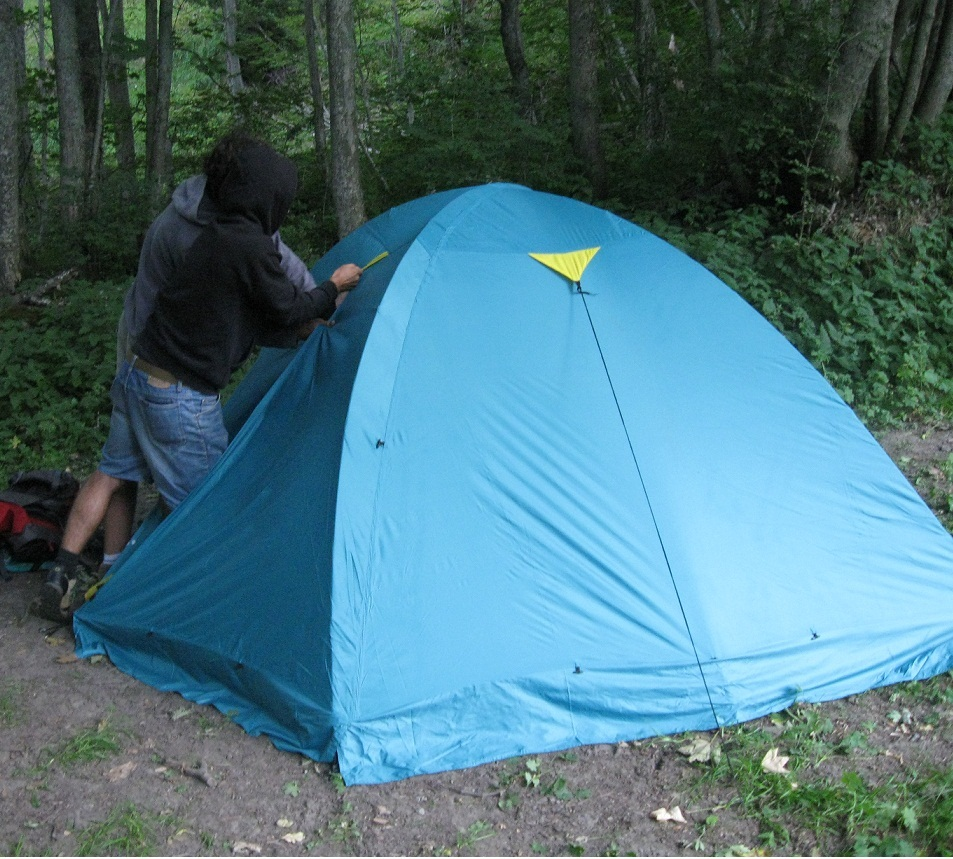
Un esempio di tenda ad igloo

Fondamentale per la Route di cammino è la tenda. Al contrario di quanto accade nei campeggi della branca Esploratori/Guide, la tenda dei Rover e delle Scolte è di tipologia igloo, facilmente smontabile e trasportabile. Simili tende hanno una capienza di due-quattro persone, pesano di norma poco più di tre chili e in mani competenti possono essere montate o smontate anche al buio, operazione che richiede non più di dieci minuti. Durante il cammino essa viene portata sulle spalle a turno dai membri del Clan.

### Cartina
Di vitale importanza in una Route di cammino, la cartina viene gestita dal membro più competente della pattuglia organizzatrice, per quanto non siano rare le soste atte alla verifica del sentiero e alla consultazione di altri componenti del Clan. La cartina, che deve essere studiata al momento della preparazione del campeggio, ha solitamente scala 1:25000, ed è necessario che abbia fedeli indicazioni dei sentieri, della loro numerazione e dei possibili punti di pernotto che vi si possono incontrare.
La cartina è fondamentale anche nel momento in cui dovesse rivelarsi necessaria la modifica del percorso.

### Abbigliamento
L'abbigliamento richiesto per una Route di cammino è esclusivamente quello necessario. Non è possibile impiegare spazio prezioso per il desiderio di portare con sé qualche indumento in più, quindi viene sempre raccomandato di selezionare gli abiti veramente importanti: abiti comodi per il cammino, quali pantaloni corti e maglietta leggera, ma anche abiti necessari per la protezione dal freddo notturno, come felpe, pantaloni lunghi, maglione. Fondamentali, soprattutto ad alta quota, il cappello per proteggersi dal sole ed una giacca a vento che consenta di ripararsi dalla pioggia.

### Zaino
Nello zaino deve essere messo tutto ciò che è necessario portarsi dietro. È quindi richiesto che esso non sia eccessivamente piccolo, la misura standard si stima intorno ai 70 litri; deve però essere chiaro che esso dovrà essere portato sulle spalle per tutta la durata del campeggio. Per questo motivo, tutto ciò che non è utile non deve essere portato; bisogna tenere conto, nella decisione dell'equipaggiamento, della presenza o meno di tappe intermedie: se ci fosse la possibilità, ad esempio, di trovare riparo in una base scout, sarebbe l'occasione giusta per lavare qualche capo di vestiario, permettendo di metterne un minor numero nello zaino. È di conseguenza indispensabile una chiara consapevolezza di ciò che è superfluo, e di ciò che al contrario è vitale.

### Provviste
Durante una Route di cammino, è consuetudine cucinare mediante fornellini a gas, piuttosto che con un fuoco. Le provviste devono essere quindi studiate con i seguenti criteri: capacità di trasporto di ogni membro del gruppo, non eccessiva deperibilità, velocità e facilità di preparazione, potenzialità nutrienti. Non è infatti una buona idea dover attendere la cottura della cena per molto tempo, a seguito di una giornata faticosa, per poi ritrovarsi con un pasto elaborato ma scarsamente nutritivo.
Altro punto importante lo riveste la presa in considerazione delle possibilità offerte dalle tappe intermedie: alcune provviste possono essere acquistate o rinnovate direttamente in queste occasioni, in modo da alleggerire il carico alla partenza. Tra le altre cose, coloro che organizzano il campeggio dovranno premurarsi di verificare la presenza di acqua lungo il cammino, e se non vi fosse sarà loro premura avvertire il gruppo della necessità di portarsela dietro.